# Панамериканский чемпионат по дзюдо 2022
Панамериканский чемпионат по дзюдо 2022 года прошёл 15-17 апреля в городе Лима (Перу). В соревнованиях приняли участие 217 спортсменов из 24 стран (121 мужчина и 96 женщин). Чемпионат был совмещён с чемпионатом Океании по дзюдо.

## Медалисты

### Мужчины
| Категория               | Золото                       | Серебро                        | Бронза                                                        |
| ----------------------- | ---------------------------- | ------------------------------ | ------------------------------------------------------------- |
| Суперлёгкая (до 60 кг)  | Себастьян Санчо · Коста-Рика | Дэнни Порте · Куба             | Джош Кац · Австралия Барнабе Вергара · Панама                 |
| Полулёгкая (до 66 кг)   | Эрик Такабатаке · Бразилия   | Хуан Постигос · Перу           | Виллиан Лима · Бразилия Ари Берлинер · США                    |
| Лёгкая (до 73 кг)       | Доминик Родригес · США       | Алонсо Вонг · Перу             | Антуан Бушар · Канада Магдиель Эстрада · Куба                 |
| Полусредняя (до 81 кг)  | Гильерме Шмидт · Бразилия    | Винисиус Панини · Бразилия     | Этьен Бриан · Канада Франсуа Готье-Драпо · Канада             |
| Средняя (до 90 кг)      | Иван Силва · Куба            | Марсело Гомес · Бразилия       | Роберт Флорентино · Доминиканская Республика Джон Джейн · США |
| Полутяжёлая (до 100 кг) | Шади Эль Нахас · Канада      | Рафаэль Будзакарини · Бразилия | Дэрил Ямамото · Перу Кайхан Озчичек-Такаги · Австралия        |
| Тяжёлая (свыше 100 кг)  | Гранда, Энди · Куба          | Рафаэл Силва · Бразилия        | Франсиско Солис · Чили Кристиан Коновал · США                 |

### Женщины
| Категория              | Золото                        | Серебро                      | Бронза                                                                       |
| ---------------------- | ----------------------------- | ---------------------------- | ---------------------------------------------------------------------------- |
| Суперлёгкая (до 48 кг) | Аманда Лима · Бразилия        | Мэри Ди Варгас · Чили        | Мария Лаборде · США Эстефания Сориано · Доминиканская Республика             |
| Полулёгкая (до 52 кг)  | Ларисса Пимента · Бразилия    | Анджелика Дельгадо · США     | Келли Дегучи · Канада Тинка Истон · Австралия                                |
| Лёгкая (до 57 кг)      | Джессика Лима · Бразилия      | Арнаес Оделин · Куба         | Рафаэла Силва · Бразилия Мэрайя Ольгин · США                                 |
| Полусредняя (до 63 кг) | Катарина Хэкер · Австралия    | Катрин Бошмен-Пинар · Канада | Синди Мера · Колумбия Юсмари Рэйес · Куба                                    |
| Средняя (до 70 кг)     | Элвисмар Родригес · Венесуэла | Луана Карвалью · Бразилия    | Ифе Кофлан · Австралия Мария Портела · Бразилия                              |
| Полутяжёлая (до 78 кг) | Майра Агиар · Бразилия        | Карен Леон · Венесуэла       | Мойра Де Вилье · Новая Зеландия Эйрайма Сильвестр · Доминиканская Республика |
| Тяжёлая (свыше 78 кг)  | Беатрис Соуза · Бразилия      | Юлиана Боливар · Перу        | Моира Морилла · Доминиканская Республика Нина Кутро-Келли · США              |

### Соревнования смешанных команд
| Команда                | Золото   | Серебро | Бронза                             |
| ---------------------- | -------- | ------- | ---------------------------------- |
| Суперлёгкая (до 48 кг) | Бразилия | Куба    | Австралия Доминиканская Республика |

## Общий медальный зачёт
*   Принимающая страна (Перу)
| Место           | Страна                   | Золото | Серебро | Бронза | Всего |
| --------------- | ------------------------ | ------ | ------- | ------ | ----- |
| 1               | Бразилия                 | 8      | 5       | 3      | 16    |
| 2               | Куба                     | 2      | 3       | 2      | 7     |
| 3               | США                      | 1      | 1       | 6      | 8     |
| 4               | Канада                   | 1      | 1       | 4      | 6     |
| 5               | Венесуэла                | 1      | 1       | 0      | 2     |
| 6               | Австралия                | 1      | 0       | 5      | 6     |
| 7               | Коста-Рика               | 1      | 0       | 0      | 1     |
| 8               | Перу*                    | 0      | 3       | 1      | 4     |
| 9               | Чили                     | 0      | 1       | 1      | 2     |
| 10              | Доминиканская Республика | 0      | 0       | 5      | 5     |
| 11              | Колумбия                 | 0      | 0       | 1      | 1     |
| 11              | Новая Зеландия           | 0      | 0       | 1      | 1     |
| 11              | Панама                   | 0      | 0       | 1      | 1     |
| Всего стран: 13 | Всего стран: 13          | 15     | 15      | 30     | 60    |